# Мокшалей
Мокшалей — село, центр сельской администрации в Чамзинском районе. Население 554 чел. (2001), в основном эрзя.
Расположен на речке Арапе, в 25 км от районного центра и 17 км от железнодорожной станции Огарёвка. Название связано с этнонимом мокша и ляй «речка». По археологическим данным, основано переселенцами из г. Арзамаса в 16 в. после завоевания Иваном IV г. Казани. В «Списке населённых мест Пензенской губернии» (1869) Мокшалей — село казённое из 225 дворов (1 563 чел.) Саранского уезда. По «Подворной переписи крестьянского хозяйства» (1913), в Мокшалее было 333 двора (1 920 чел.); православная церковь. В 1918 г. был образован Совет крестьянских депутатов (руководитель — А. Ларькин, С. Е. Девяткин). В 1931 г. был создан колхоз «Красная Мордовия», с 1957 г. — укрупненный, с 1992 г. — СХПК «Мокшалейский». В современной инфраструктуре села —  библиотека, Дом культуры, магазин, медпункт, отделение связи. Мокшалей — родина языковеда Д. В. Цыганкина, литературоведа Е. И. Чернова, контр-адмирала Д. Т. Севастьянова. В Мокшалейскую сельскую администрацию входят пос. Красный Воин (8 чел.) и с. Пянгелей (108 чел.; родина языковеда Р. А. Алёшкиной.

## Источник
- Энциклопедия Мордовия, А. П. Кочеваткина.